# Johannes Honigmann
Pour les articles homonymes, voir Honigmann.
Johannes Honigmann (né le 1er octobre 1976 à Berlin-Est, République démocratique allemande) est un traducteur théâtral et littéraire allemand qui traduit avant tout en français.
Fils aîné de l’écrivain Barbara Honigmann, il grandit à Berlin et, à partir de 1984, à Strasbourg en Alsace, où il obtient en 1995 l’option internationale du baccalauréat au Lycée international des Pontonniers. Après un séjour de dix ans à Paris, de 1998 à 2008, au cours duquel il obtient notamment une maîtrise d’études cinématographiques et audiovisuelles à l’Université Paris VIII, il vit aujourd'hui à Berlin, République fédérale d'Allemagne. Johannes Honigmann a obtenu en 2000 et 2003 des bourses de traduction de l’association Maison Antoine Vitez, et en 2002 une bourse « Transfert théâtral » du Goethe-Institut.

## Traductions ( sélection )
- Bärfuss, Lukas : Le Test
- Dorst, Tankred : Mais ne mange pas mon petit Charlie !
- Fleischhauer, Wolfram : Trois minutes avec la réalité
- Jungk, Peter Stephan : Le roi de l’Amérique
- Kelek, Necla : La fiancée importée, Plaidoyer pour la libération de l’homme musulman
- Luther, Martin : Des Juifs et de leurs mensonges
- Mendelssohn, Moses : Écrits juifs
- Noll, Ingrid : Les frères indignes
- Olsberg, Karl : Un si doux parfum, Mirror
- Pötzsch, Oliver : La fille du bourreau (Prix Historia du roman policier historique 2015), La fille du bourreau et le moine noir, La fille du bourreau et le roi des mendiants, Le Livre du fossoyeur
- Schimmelpfennig, Roland : Une nuit arabe
- Schmid, Konrad et Schröter, Jens : Aux origines de la Bible
- Sulzer, Alain Claude : Un garçon parfait (Prix Médicis étranger 2008, Prix des auditeurs de la Radio suisse romande 2009), Leçons particulières, Une autre époque, Une mesure de trop, Post-scriptum, La jeunesse est un pays étranger, Sous la lumière des vitrines
- Weihe, Richard Emanuel : Mer d’encre (Prix des auditeurs de la Radio Suisse Romande 2005)
- Tietz, Christiane : Karl Barth. Une vie à contre-courant